# Batalha do rio Ásio (82 a.C.)
A Batalha do rio Ásio foi travada em março de 82 a.C. durante a Segunda Guerra Civil de Sula entre as forças dos optimates, comandadas por Quinto Cecílio Metelo Pio e Pompeu Magno, e as dos populares, comandadas pelo general Caio Carrinas. As forças de Carrinas foram completamente destruídas.

## Batalha
Depois de um inverno brutal, a guerra recomeçou no início da primavera e batalha pelo controle do rio Ásio (moderno rio Esino) foi a primeira das muitas travadas em 82 a.C.. O combate foi sangrento, especialmente depois que a infantaria pesada optimate conseguiu romper a linha da infantaria popular, obrigando-a a recuar. A cavalaria optimate, comandada por Pompeu, atacou os populares neste momento, infligindo pesadas perdas.